# Ordosz (tájegység)

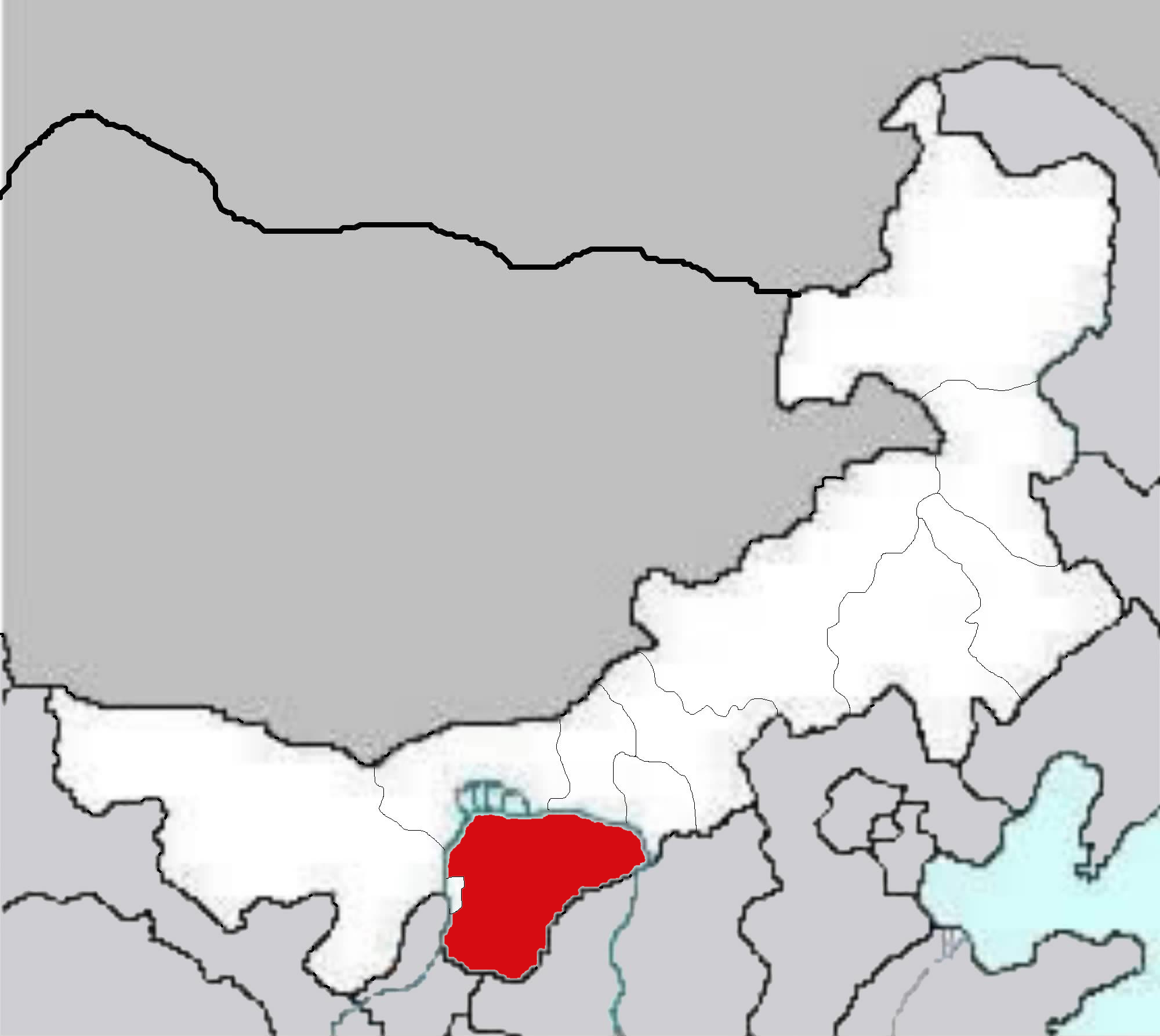
Az Ordosz területe (vörös) Belső-Mongóliában (fehér), Kína Mongólia felé eső határvidékén.

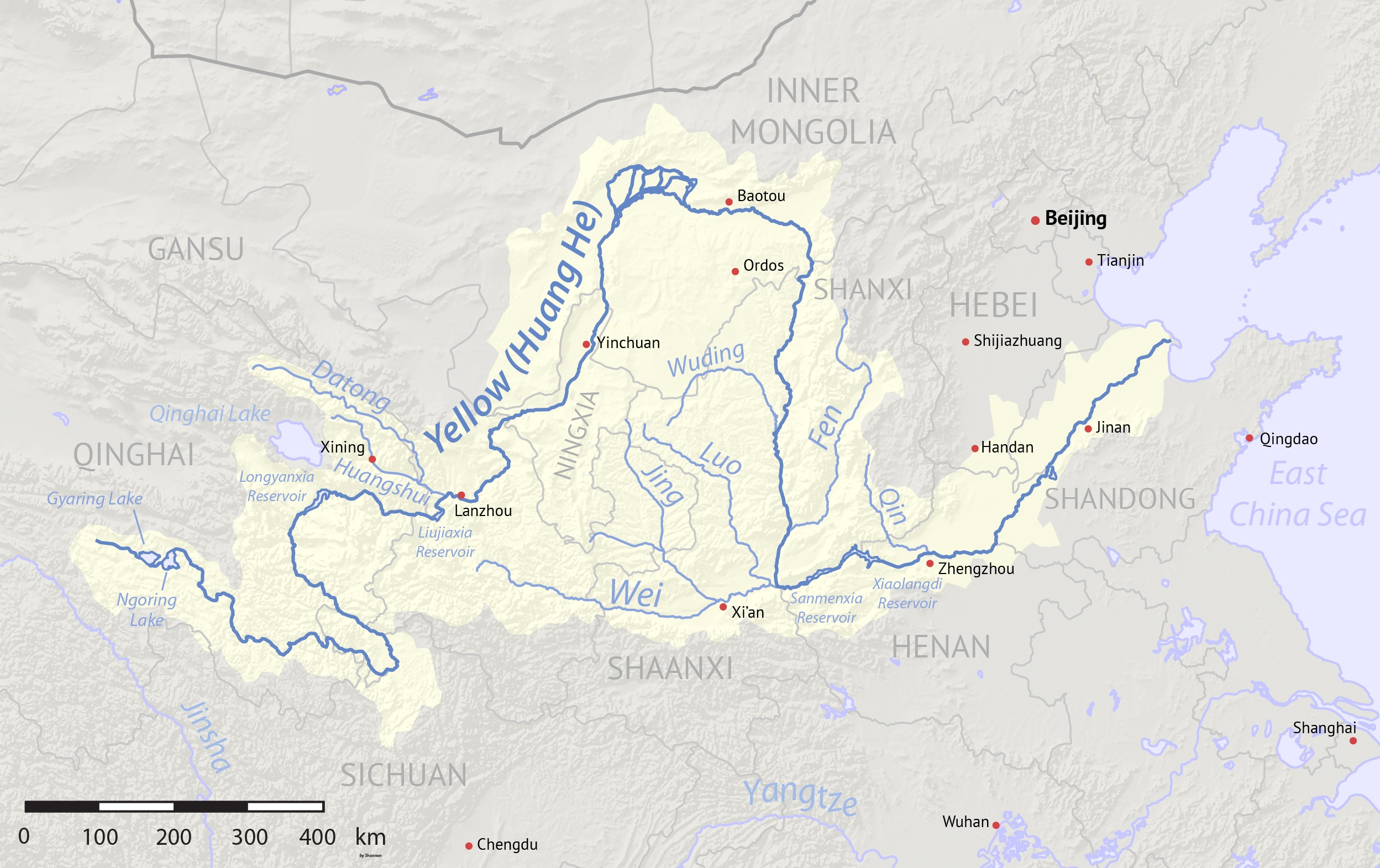
A Sárga-folyó kanyarulata hegy- és vízrajzi térképen

Az Ordosz (Ordosz-sivatag, Ordosz-fennsík) (egyszerűsített kínai írással: 鄂尔多斯沙漠; hagyományos kínai írással: 鄂爾多斯沙漠; pinjin, hangsúlyjelekkel: È'ěrduōsī Shāmò) Kína északnyugati tájegysége, sivatagokkal és sztyeppével borított terület túlnyomórészt Belső-Mongóliában az északi szélesség 39. foka és a keleti hosszúság 109. foka szerinti középpont körül, mintegy 90 650 km² területen. Talaja homokos és agyagos, a kevés csapadék miatt is földművelésre alig alkalmas. Két nagy sivatag terül el rajta, a Kubuqi sivatag (庫布齊沙漠; pinyin: Kùbùqí Shāmò) északon, és a Maowusu sivatag (毛烏素沙漠; pinyin: Máowūsù Shāmò), a terület déli részén.

## Földrajzi helyzete
A területet nyugatról, északról és keletről a Sárga-folyó hatalmas kanyarulata veszi körül. Északon és nyugaton emellett hegyláncok is határolják. Délen és keleten a kínai nagy fal maradványai választják el a termékenyebb Lösz-fennsíktól. Belső-Mongólián kívül kiterjed Ninghszia-Huj Autonóm Terület, Senhszi és Kanszu tartományok egy részére is.

## Felszíne

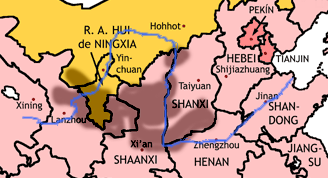
Az Ordosz vidéke közigazgatási térképen. A termékenyebb löszplató sötétebben árnyalt. Sárgával jelezve Belső-Mongólia és Ninghszia autonóm tartományok.

Az Ordosz a belső-ázsiai magashegységektől kelet felé, a Csendes-óceán irányába ereszkedő térszín része. Déli részén a hegyek 1500 méteres, nyugaton, a Sárga-folyó mentén 900 méteres magasságot érnek el. Hegyei helyenként alpesi jellegűek, vízben és növényzetben gazdagok, eltérően a közeli Mongólia hegyvidékeitől. A terület északi részén, a Sárga-folyó közelében homokdűnék találhatók, amelyek elérhetik a 12-15 méteres magasságot is.  Az agyagos folyópart helyenként 15-30 métere magasról szakad le a víz széléig.

## Éghajlata
Éghajlata szélsőségesen kontinentális. A nyarak forrók, a januári átlaghőmérséklet viszont −10 - −13 Celsius-fok körül van. A belső sivatagi vidékek kevesebb mint évi 250 mm csapadékot kapnak, ennek nagy része nyári zivatarok formájában hullik le. Számos sóstó és időszaki vízfolyás található a területen.

## Növény- és állatvilága
Növényzete félsivatagi-sztyeppi jellegű, a számos fűféle mellett egyik érdekessége az orvosi somkóró. Vadon élő állatvilága számos veszélyeztetett fajt foglal magába, így a vad kétpúpú tevét, a hópárducot, a kínai gazellát, a Przsevalszkij-lovat, az onagert.

## Története
Az Ordosz vidéke a Würm-glaciális végi maximális eljegesedés idején sivatag volt. A holocén klimatikus optimum idejére a monszun-esők hatókörébe került, a sivatag visszaszorult és a sztyeppi növényzet kiválóan alkalmassá vált a nomád állattenyésztésre. A jelenkori klímaváltozások és különösen a kulturális forradalom idején folytatott természetrombolás miatt a sivatagok újra előrenyomulóban vannak.
Az őskőkorszaktól a bronzkorig terjedő időszakban virágzott itt az ordoszi kultúra, amelyet alapvetően a mongoloid nagyrasszhoz tartozó embertípus hozott létre, de a maradványok utalnak az europoid rasszal való keveredésre is.
Számos sztyeppei nép, a hunok, török-tatár és mongol népcsoportok megfordultak errefelé a népvándorlás idején, többen egyenesen őshazájuknak tekintik a vidéket. A mongol hagyomány szerint – amit a tudomány eddig nem erősített meg – Dzsingisz kán is annyira szerette ezt a vidéket, hogy végrendelkezése szerint hamvait itt helyezték örök nyugalomra. A második világháború előtt három jurta állt itt, a legenda szerint a nagy kán és családja hamvait tartalmazó ládikákkal, amelyeket aztán a japánok elől Lancsouba menekítettek. 1954-ben a hamvak visszakerültek eredeti helyükre, a következő évben pedig díszes csarnokokat építettek föléjük. Itt látható Dzsingisz kán állítólagos kardja, nyerge és más emlékek is. Az ordoszi mongolok, akik a nagy kán testőrsége leszármazottainak tartják magukat, évente nagy ünnepségeket tartanak e helyen. Fehér lovat fejnek, lovasversenyeket, birkózó küzdelmeket rendeznek.
A kínaiak évezredeken át folytattak váltakozó kimenetelű küzdelmeket az ezt a területet birtokló nomádokkal. Először a Han-dinasztia hódította el a hunoktól tartósabban Kína számára az Ordosz vidékét i. e. 127-ben.

## Az ordoszi kultúra emlékei aBritish Museumban

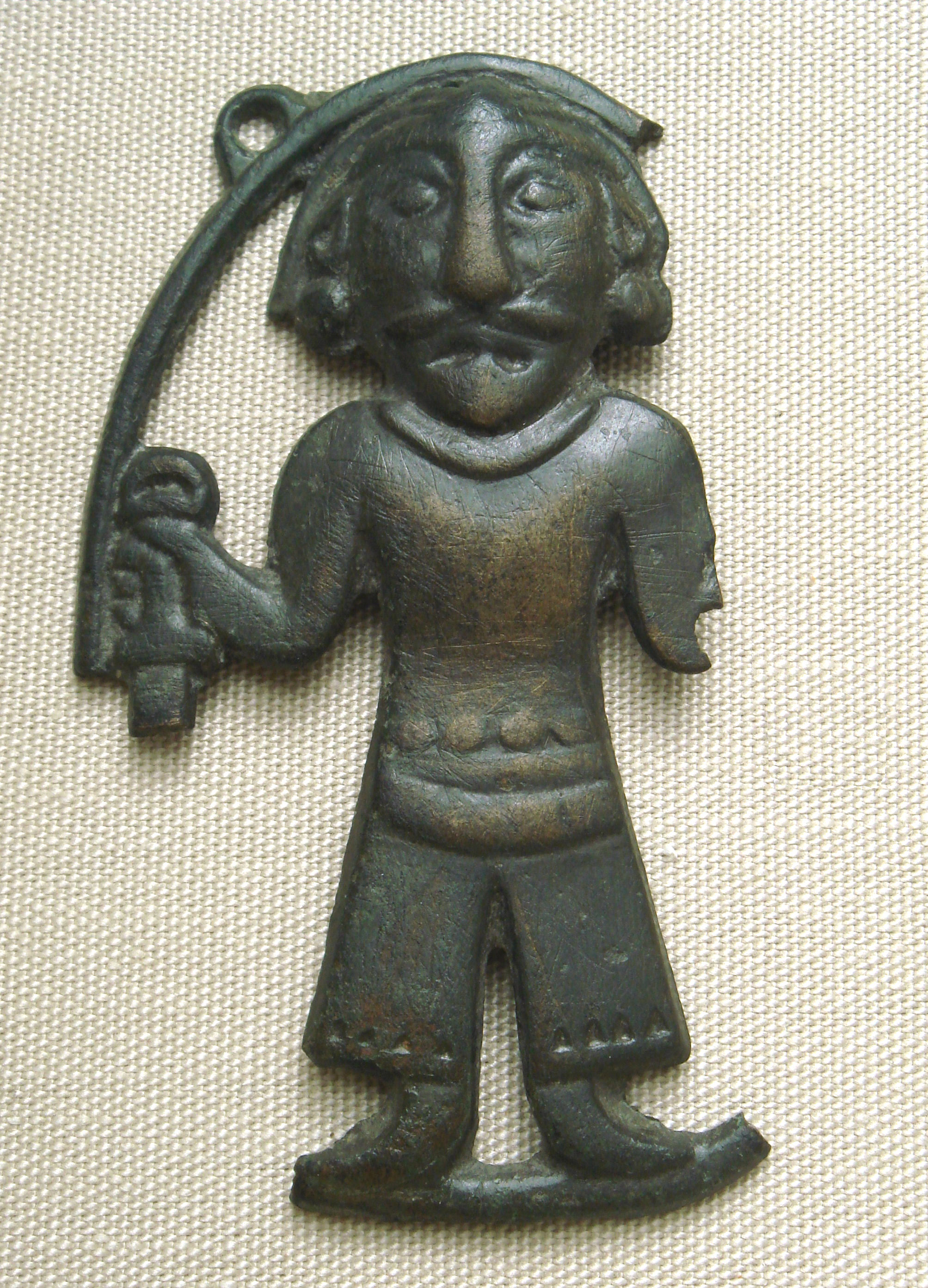
Ordoszi bronzszobor az i. e. 3-1 évszázadból
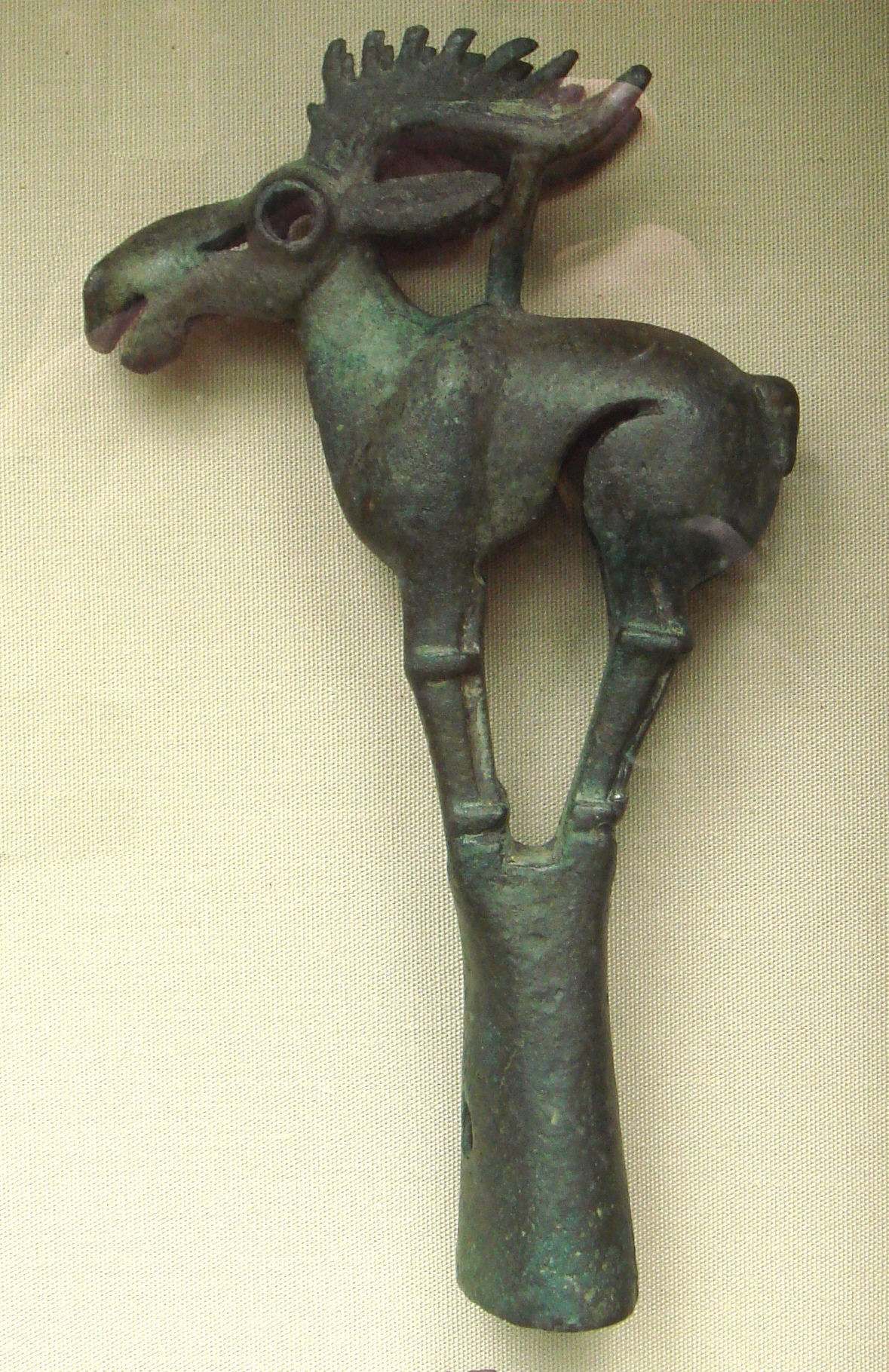
Bronz rúdfej, Ordosz, i. e. 6-5. század.
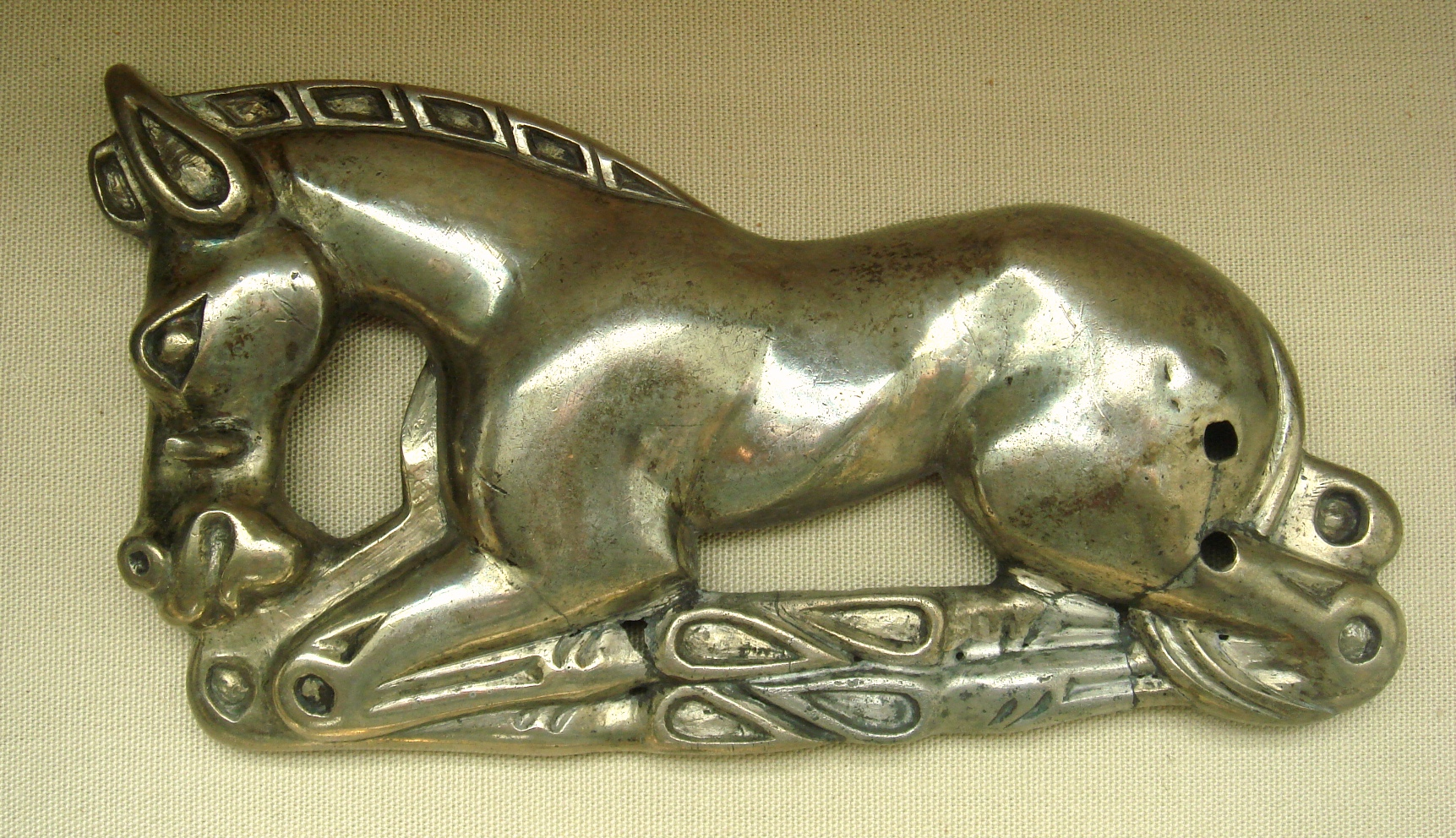
Ezüst ló, Ordosz, i. e. 4-1. század.
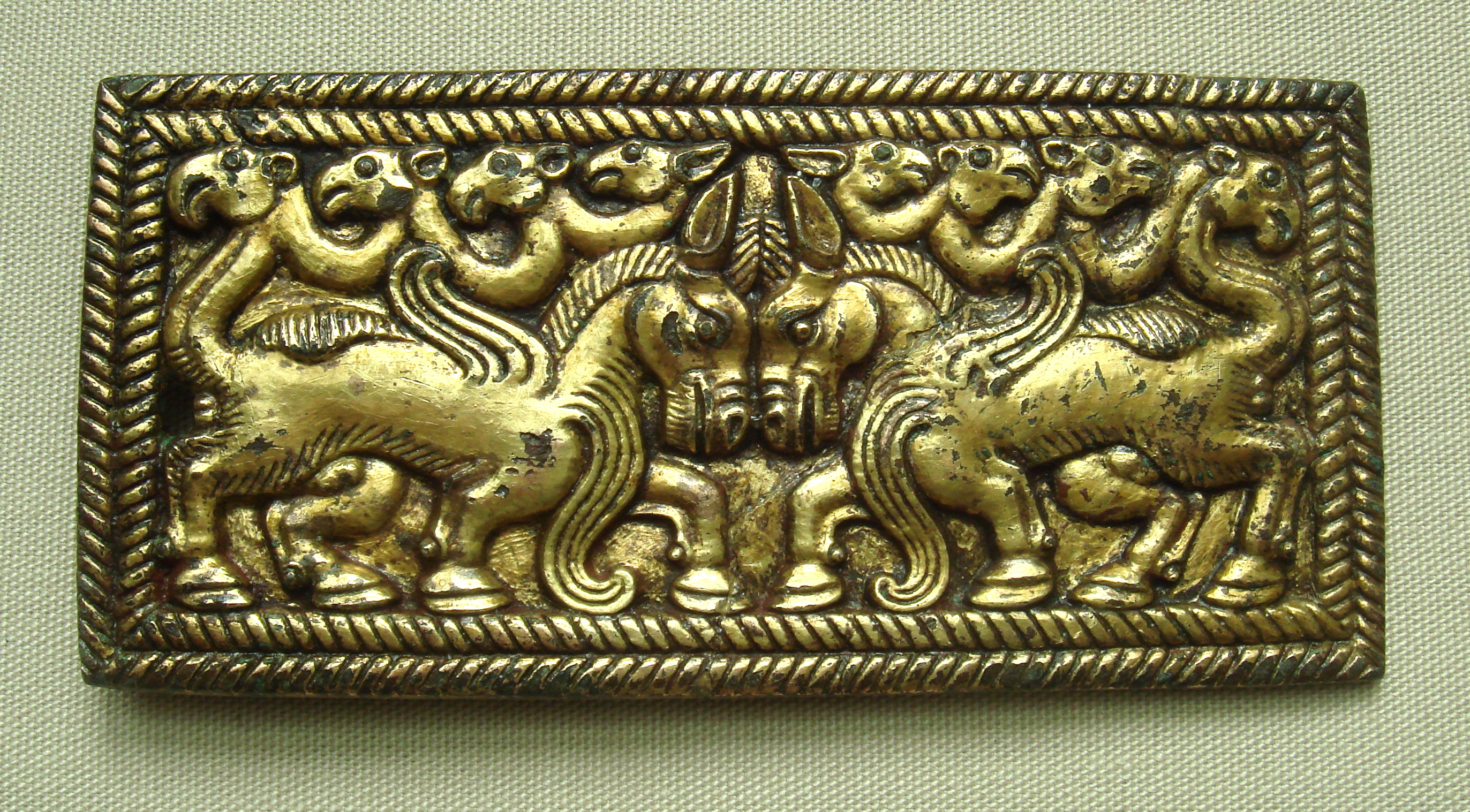
Övcsat, Ordosz, i. e. 3-1. század.
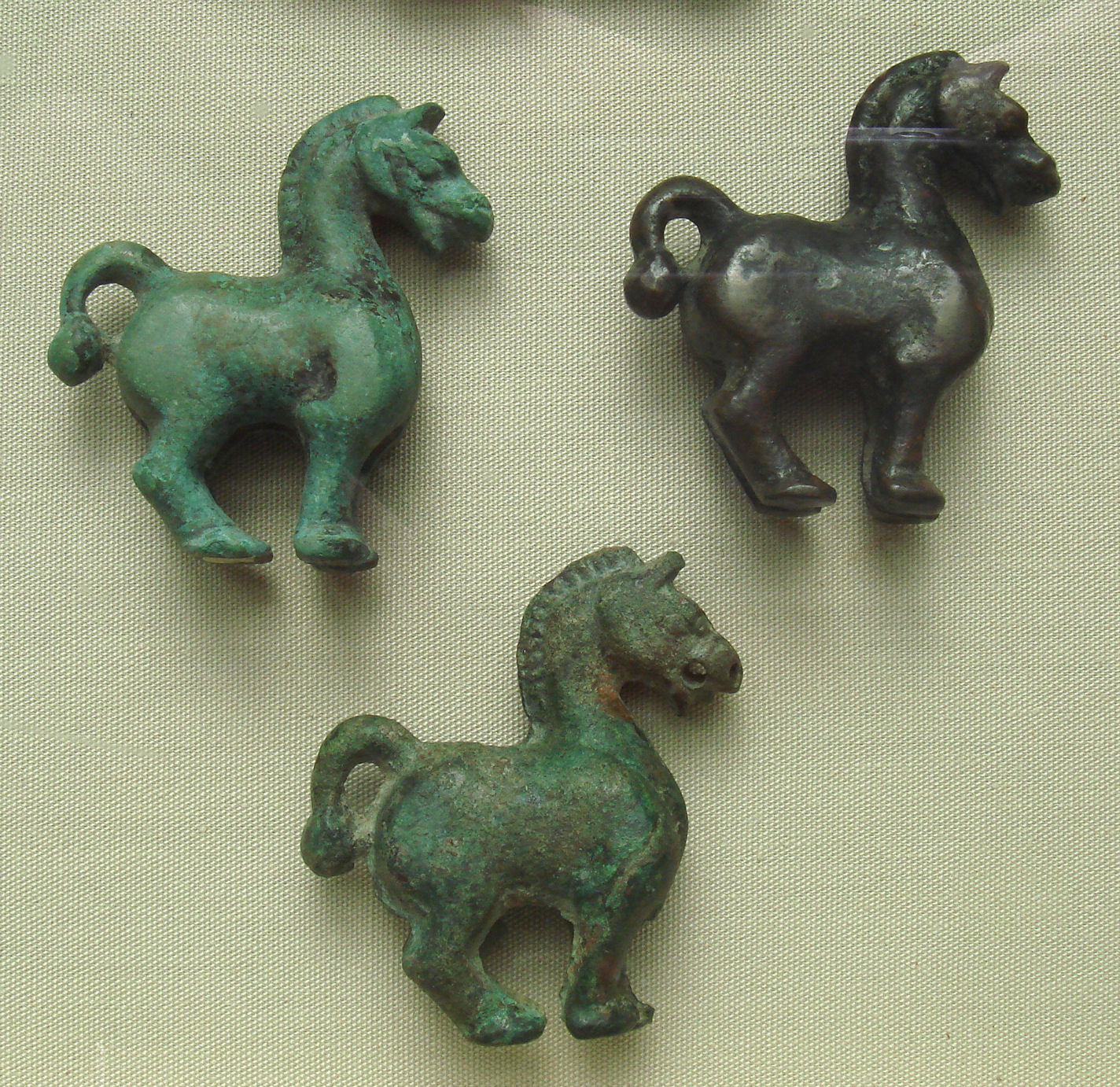
Ordoszi bronzlovak, i. e. 5-3. század.
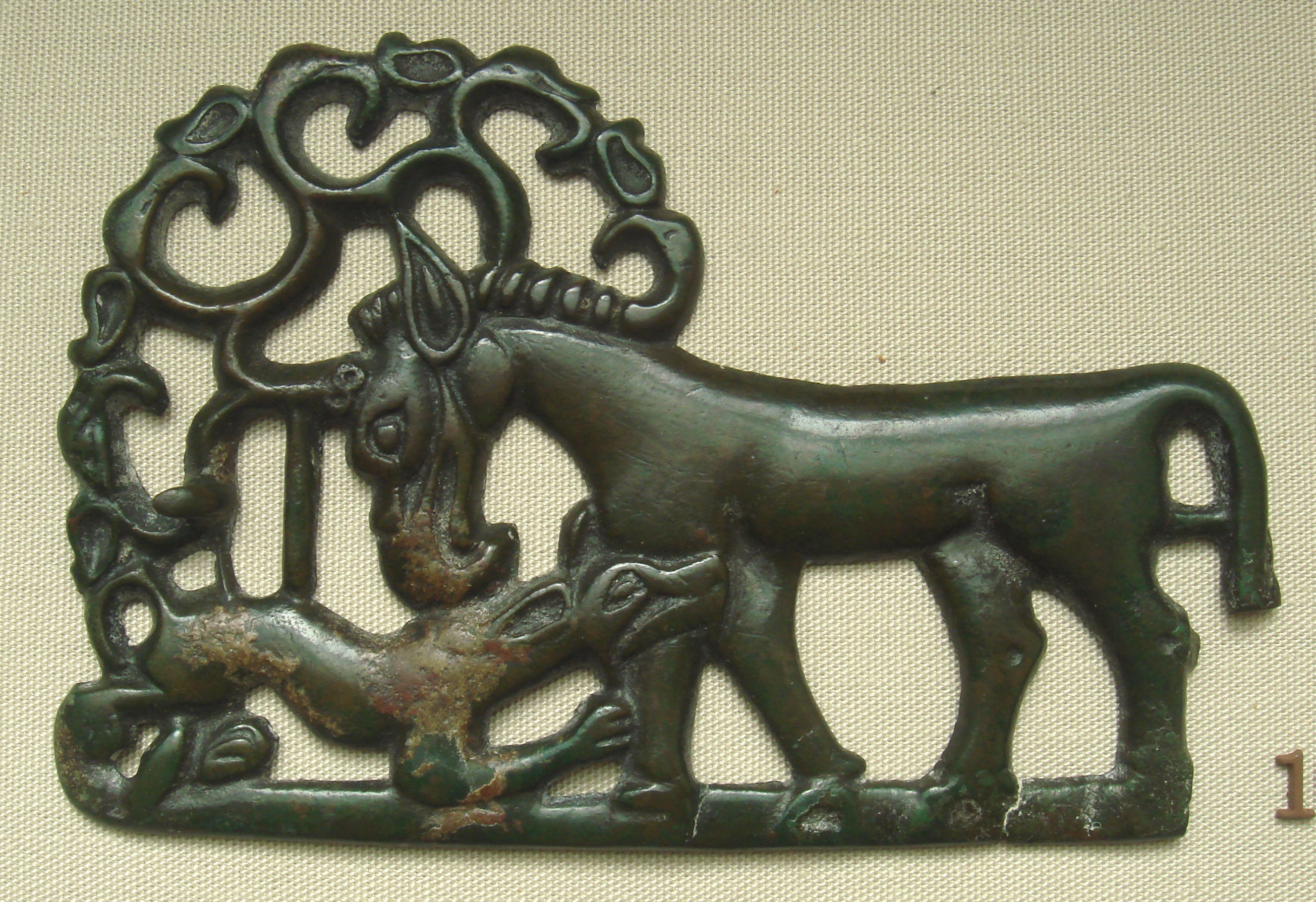
Lovat támadó tigris, Ordosz, i. e. 4-1. század.